# John Cygan
John Cygan (New York, 1954. április 27. – Woodland Hills, Los Angeles, Kalifornia, 2017. május 13.) amerikai színész, szinkronszínész.

## Filmjei

### Mozifilmek
- A kincses bolygó (Treasure Planet) (2002, hang)
- Verdák (Cars) (2006, hang)
- Jégkorszak 2. – Az olvadás (Ice Age: The Meltdown) (2006, hang)
- Fedőneve: Pipő (Happily N'Ever After) (2006, hang)
- Ponyo a tengerparti sziklán (Gake no ue no Ponyo) (2008, hang)
- Fel (Up) (2009, hang)
- Derült égből fasírt (Cloudy with a Chance of Meatballs) (2009, hang)
- Toy Story 3. (2010, hang)
- Matuka meséi (Mater's Tall Tales) (2010–2011, hang)
- Lorax (2012, hang)
- Szörny Egyetem (Monsters University) (2013, hang)
- Gru 2. (2012, hang)
- Agymanók (Inside Out) (2015, hang)
- Minyonok (Minions) (2015, hang)

### Tv-sorozatok
- Mókás hekus (The Commish) (1992–1996, 35 epizódban)
- X-akták (The X Files) (1994, egy epizódban)
- A dumagép (Frasier) (1996, egy epizódban)
- Halálbiztos diagnózis (Diagnosis Murder) (1998, egy epizódban)
- New York rendőrei (NYPD Blue) (2002, két epizódban)
- Amynek ítélve (Judging Amy) (2003, egy epizódban)
- Billy és Mandy kalandjai a Kaszással (Grim & Evil) (2004, egy epizódban, hang)
- Kemény zsaruk (The Shield) (2006, egy epizódban)
- Parkműsor (Regular Show) (2012–2016, 27 epizódban)
- Modern család (Modern Family) (2013, egy epizódban)

## További információ
- John Cygan a PORT.hu-n (magyarul)
- John Cygan az Internetes Szinkronadatbázisban (magyarul)
- John Cygan az Internet Movie Database-ben (angolul)
- John Cygan a Rotten Tomatoeson (angolul)